# Miguel Payá y Rico
Miguel Payá y Rico (ur. 20 grudnia 1811 w Benejama; zm. 25 grudnia 1891 w Toledo) – hiszpański duchowny rzymskokatolicki, w latach 1858-1874 biskup Cuenca, od 1874 do 1886 arcybiskup Santiago de Compostela, od 1886 arcybiskup Toledo, prymas Hiszpanii i Patriarcha Indii Zachodnich, kardynał.

## Życiorys
Święcenia prezbiteratu przyjął w 1836 i został inkardynowany do archidiecezji Walencji. 25 czerwca 1858 ogłoszony biskupem Cuenca, sakrę przyjął 12 września tegoż roku z rąk Pabla García Abelli, ówczesnego arcybiskupa Walencji. W 1874 zostaje przeniesiony na stolicę arcybiskupią Santiago de Compostela. 12 marca 1877 Pius IX kreował go kardynałem, insygnia i tytuł kardynała-prezbitera Santi Quirico e Giulitta odebrał 25 czerwca 1877. Brał udział w konklawe 1878. W 1886 Leon XIII mianował go arcybiskupem Toledo i tytularnym patriarchą Indii Zachodnich. W tym samym roku ochrzcił Alfonsa XIII, króla Hiszpanii. 
Zmarł 25 grudnia 1891 roku w Toledo, pochowany został w miejscowej archikatedrze.